# ロサンゼルス・エンゼルス
ロサンゼルス・エンゼルス（英語: Los Angeles Angels、略称: LAA）は、メジャーリーグベースボール（以下、MLB）アメリカンリーグ西地区所属のプロ野球チーム。本拠地はカリフォルニア州アナハイムに所在するエンゼル・スタジアム・オブ・アナハイム。一部ではエンジェルスとも表記される。愛称は光の輪（halo：ヘイロウ）を意味するHalos（ヘイロウズ）。

## 概要
都市名を冠する25チームのうち、その都市に本拠地を置いていない2チームのひとつ。ロサンゼルスとは郡も異なるオレンジ郡アナハイムに所在する。もうひとつのチームであるアトランタ・ブレーブスも、アトランタとは郡も異なるコブ郡カンバーランドに所在するが、アトランタとカンバーランドは市域が隣接しているのに対して、ロサンゼルスとアナハイムは市域が隣接していない。アナハイムはロサンゼルスから南東へ約45km離れている。
1961年のエクスパンションによって、ロサンゼルスに本拠地を置く「ロサンゼルス・エンゼルス」として創設されたが、MLB屈指の人気球団でもあるロサンゼルス・ドジャースの影響もあって観客動員数が伸び悩み、1955年のディズニーランド開園以来多くの観光客が訪れるようになっていたアナハイムに新球場を建設することとなり、1965年シーズン終盤の9月2日に州名を冠した「カリフォルニア・エンゼルス」と改称し、1966年にアナハイムへ移転した。
アナハイムにディズニーランドを開園させたウォルト・ディズニー・カンパニーが1996年から経営に携わることとなり、翌1997年には「アナハイム・エンゼルス」と改称した。2002年のワールドシリーズ初制覇時の優勝パレードはディズニーランドで行われた。
2003年にディズニーはヒスパニックの実業家であるアルトゥーロ・モレノに球団を売却した。モレノはチケット、ビールの値下げ、家族向けの低価格帯グッズの販売などを展開し、ファン層の拡大にも力を注いだ。試合中は本拠地球場であるエンゼル・スタジアム・オブ・アナハイムを歩き回り、ファンと積極的にコミュニケーションをとっている姿が見られる。その効果もあってか、2004年以降はレギュラーシーズンの平均観客動員数は4万人を超えるようになり、スタンドはチームカラーの赤に染まる。現在では、シーズン入場者数は330万人から340万人程度を推移しており、メジャーでも上位の人気を誇っている。チームの価値も上昇し、現在は2003年当時の買収額である約1億8000万ドルから約3億6800万ドルほどになったといわれる。
2005年に「ロサンゼルス・エンゼルス・オブ・アナハイム」と改称。この改称について球団は、エンゼルスはもともとベンチュラ郡・ロサンゼルス郡・オレンジ郡・リバーサイド郡・サンバーナーディーノ郡を含むロサンゼルス大都市圏のチームとして創設されたと主張したが、アナハイムのファンやアナハイム市は球団の態度に不快感を示すとともに、1996年に球団と市の間に交わされたアナハイムの名を明示的にチーム名に入れるとする契約に反するとして訴訟にまで発展した。2009年に球団側が勝訴し、長いチーム名の「オブ・アナハイム」の箇所はメディア等で省略されるようになり、2016年に創設時の名称でもある「ロサンゼルス・エンゼルス」と改称した。

### ラリー・モンキー
マスコットキャラクターのラリー・モンキーが人気を集めている。ラリー・モンキーとは直訳すると「逆転猿」という意味で、ラリー・モンキーが現れるのは6回以降でチームが負けているか、同点の時のみであり、ラリー・タイムと称してスコアボードの大画面にラリー・モンキーの跳ね回る姿が映し出される。2000年頃からこの猿が登場し、不思議とチームも逆転勝利を収めるようになったことから、ラリー・モンキーと名づけられ、現在では球場の名物として定着している。

### 移転問題
本拠地エンゼル・スタジアム・オブ・アナハイムの老朽化に加え、2022年にアナハイム市長が収賄容疑で逮捕された経緯も相まって、ロングビーチへの移転が噂されている。

## 球団の歴史
年度別成績についてはロサンゼルス・エンゼルスの年度別成績一覧参照

### 球団創設
1900年から1954年までMLB球団はセントルイスより北東にしかなく、五大湖地域や東海岸に集中していた。西海岸の人口増加と航空旅客輸送の普及により、MLB球団の西海岸移転の話はたびたび持ち上がっていた。初めにこれを検討したのがアメリカンリーグで、1940年にセントルイス・ブラウンズ（現・ボルチモア・オリオールズ）がロサンゼルスへの移転を計画した。しかし1941年の末に太平洋戦争が勃発したため、戦場となる可能性のあった西海岸でのプロスポーツの開催が困難となり、この計画は頓挫した。1953年にはブラウンズが再びロサンゼルスへの移転を計画したが、球団自体が売却されたことで翌1954年に逆方向となる東海岸のボルチモアへ移転した。その後ワシントン・セネタース（現・ミネソタ・ツインズ）やフィラデルフィア・アスレチックス（現・オークランド・アスレチックス）といった球団もロサンゼルスへの移転を計画したが実現しなかった。なお、アスレチックスは1955年にセントルイスと同じくミズーリ州の都市であるもののカンザスシティへ移転し、一時的に最も西にあるチームになった。
1958年にナショナルリーグのブルックリン・ドジャース（現・ロサンゼルス・ドジャース）とニューヨーク・ジャイアンツ（現・サンフランシスコ・ジャイアンツ）がそれぞれロサンゼルスとサンフランシスコへ移転し、初めて西海岸にMLB球団が誕生した。ドジャースとジャイアンツは初年度から多くの観客を集め、興行的に大きな成功を収めた。そのため、アメリカンリーグでも西海岸に球団を置くことが再度検討され、1961年のアメリカンリーグの球団拡張計画（エクスパンション）に基づき、ロサンゼルスにおける新球団の設置が決定した。新球団の名前はロサンゼルスの地名の由来である「天使たち = the angels」から採り、これにロサンゼルスを冠して「ロサンゼルス・エンゼルス」となった。こうしてエンゼルスはその歴史を歩み始める。

### アナハイムへの移転
1961年は初年度となったシーズンは70勝91敗でリーグ8位（10球団中）に終わった。しかしこれは戦後の新設球団の成績の中では最も良いものだった。初年度はロサンゼルス・リグレー・フィールドを使用していたが、2年目からはドジャースの本拠地球場であるドジャー・スタジアムを間借りする。2年目には86勝76敗で早くも勝ち越し、リーグ3位に食い込んだ。なお、この年の5月5日のオリオールズ戦ではボー・ベリンスキーがエンゼルス初のノーヒットノーランを達成している。
1964年には82勝80敗で再び勝ち越し。この年にはディーン・チャンスが防御率1.65・20勝9敗を記録し、エンゼルスでは初の個人タイトルとなるサイ・ヤング賞を獲得している。
しかしこうしたチームの好成績とは裏腹に観客数は伸び悩んだ。1962年から1965年までの4年間の合計観客数は300万人程で、同じ本拠地のドジャースと比べても半分以下だった。そのため間借りしているドジャー・スタジアムの賃貸料は割高となり、新球場の建設の必要性は明らかだった。1965年シーズン終盤の9月2日に球団名を「カリフォルニア・エンゼルス」と改称（州名を冠したのはミネソタ・ツインズに続き2球団目）。1966年にロサンゼルス南東郊のアナハイムにアナハイム・スタジアム（現・エンゼル・スタジアム・オブ・アナハイム）が完成し、チームもアナハイムへ移転。移転の効果は抜群で、1965年には57万人程だった観客数も移転した初年度には140万人を記録している。1969年からはア・リーグ西地区に所属。しかし1970年代後半まで負け越しのシーズンが続き、なかなか優勝には手が届かなかった。

### 初の地区優勝（1979年）
1972年はニューヨーク・メッツからトレードでノーラン・ライアンが移籍。当時のライアンは持ち前の豪速球には凄まじいものがあったが、制球に苦しみ、なかなか活躍できない状況が続いていた。しかしエンゼルスに移籍するや否や防御率2.28・19勝16敗・329奪三振という活躍をみせる。
1973年にはサンディー・コーファックスが1965年に記録したシーズン382奪三振を抜くシーズン383奪三振を記録。翌年以降も毎年20勝前後を挙げ、エンゼルスで4度のノーヒットノーランを達成するなど、MLBを代表する投手へと成長する。
1978年のシーズン途中にジム・フレゴシが36歳という若さで監督に就任。フレゴシは元エンゼルスの遊撃手で、ライアンとのトレードでメッツに移籍した経緯を持ち、この年の5月に引退したばかりだった。この年には、ツインズから移籍したライマン・ボストックが射殺される悲劇もあったが、フレゴシ監督の下で87勝75敗と8年ぶりに勝ち越し、2位でシーズンを終える。そして1979年には、ライアンに加えてロッド・カルー、ドン・ベイラー、ボビー・グリッチらを擁し、初の地区優勝を遂げた。カルーは首位打者こそ逃したものの打率.318と期待にそぐわぬ活躍をみせ、ベイラーは打率.296・36本塁打・139打点を記録し、ア・リーグMVPに輝いた。続くリーグチャンピオンシップシリーズではアール・ウィーバー率いるオリオールズと対戦し、1勝3敗で敗れた。
1979年限りでライアンがチームを離れ、翌1980年には65勝95敗と大きく負け越した。また、この年にはNFLのロサンゼルス・ラムズがアナハイム・スタジアムを使用するようになり、球場もアメフト兼用に改修され、収容人数も43,000人から64,593人に増加された。このためアメフト兼用に球場を改築した他球団と同様に、試合数の少ないアメフトの試合では観客席が埋まる一方、試合数の多い野球の試合では空席が目立つといった弊害に悩まされることとなる。
1981年は前後期制が導入され、前期は31勝29敗で4位だったものの、50日間に及ぶストライキで短縮された後期には20勝30敗で最下位に沈んだ。なお、この年にはグリッチが22本塁打で本塁打王に輝いている（22本塁打でのタイトルは戦後では最少。他にも3人が22本塁打を記録した）。

### 2度の地区優勝（1982年、1986年）
1982年にニューヨーク・ヤンキースからレジー・ジャクソンが移籍。前年は15本塁打と不調だったジャクソンだが、エンゼルスに移籍するや復活、39本塁打を放ち本塁打王に輝いた。また、チームもジャクソンの活躍もあり、93勝69敗で2度目の地区優勝を果たす。続くリーグチャンピオンシップシリーズではミルウォーキー・ブルワーズと対戦。第1戦、第2戦と勝利し、リーグ優勝に王手をかけたが、その後2連敗。迎えた最終戦では7回まで3対2とリードしていたものの、7回裏に逆転を許し、3対4で敗れた。その後、1983年は5位、1984年と1985年は2年連続でカンザスシティ・ロイヤルズに次ぐ2位に終わった。1984年9月30日にマイク・ウィットがMLB史上11人目の完全試合を達成している。
1986年にウォーリー・ジョイナーとチャック・フィンリーがメジャーデビュー。特にジョイナーは打率.290・22本塁打・100打点を記録し、新人王候補に名を連ねた（新人王は33本塁打・117打点を記録したホセ・カンセコ）。この年にはウィットを中心とした投手陣も抜群の安定感を誇り、92勝70敗で3度目の地区優勝に輝いた。リーグチャンピオンシップシリーズではボストン・レッドソックスと対戦。先に3勝をあげてリーグ優勝に王手をかけ、第5戦でもエンゼルスが8回まで5対2とリードし、優勝は目前と思われた。しかし9回表に、ここまでレッドソックス打線を抑えていた先発のウィットが、元エンゼルスのベイラーに2ランホームランを打たれ、5対4と追いすがられる。代わったゲイリー・ルーカスがリッチ・ゲドマンに死球を与えて出塁。ここでたまらず抑えのドニー・ムーアを登板させるが、デーブ・ヘンダーソンを2ストライクと追い込みながら、粘られた末に2ランホームランを打たれ、5対6と逆転された。結局、9回裏にエンゼルスが1点を返して延長戦に突入するも、11回表にヘンダーソンに決勝の犠牲フライを放たれ、まさかの逆転負けを喫した。これによって流れが完全にレッドソックスに傾き、続く第6戦、第7戦と連敗、またしてもリーグ優勝を逃した（なお、ナショナルリーグはニューヨーク・メッツが優勝したため、エンゼルスが勝っていれば史上初の「エクスパンションチーム同士によるワールドシリーズ」になるところだった）。ムーアは1988年にエンゼルスを解雇され、翌1989年に拳銃自殺するという悲劇も起こっている。

### 1990年代
1992年にティム・サーモンがメジャーデビュー。
1993年にサーモンが打率.283・31本塁打・95打点を記録し、新人王に輝いた。
1994年はギャレット・アンダーソンがメジャーデビュー。
1995年にアンダーソンは打率.321、16本塁打、69打点で新人王投票で2位に入った。1990年代はフィンリー、サーモン、アンダーソンを投打の柱として、一定の成績は残すものの、なかなか優勝には縁がないシーズンが続いた。特に1995年は8月2日の時点で2位のシアトル・マリナーズに13ゲームもの大差をつけたが、その後失速して同率首位に並ばれ、ワンゲームプレーオフではマーク・ラングストンの乱調で1-9と大敗し地区優勝を逃した。その1995年にラムズがセントルイスへ移転したことで、1997年にはアナハイム・スタジアムが野球専用球場に再改修された。またこの年にはウォルト・ディズニー社も経営に参加（この頃ディズニー社はNHLのアナハイム・ダックスを創設するなど、プロスポーツチームの経営に注力していた）。球団名も地元アナハイムの地域密着型チームを目指すという理由から、ホームタウンの名前を冠して「アナハイム・エンゼルス」に変更した。

### 2000年代
2000年からはマイク・ソーシアが監督に就任。同年にはトロイ・グロースが47本塁打を放って本塁打王に輝いている。
2001年にもグロースは41本塁打を放ち、2年連続でシルバースラッガー賞を受賞するなど、チームの主砲として活躍した。
2002年には、地区2位だったものの、99勝63敗でワイルドカードを獲得。ディビジョンシリーズでヤンキースを3勝1敗で下し、リーグチャンピオンシップシリーズではツインズを4勝1敗で下して初のリーグ優勝を果たした。ワールドシリーズではバリー・ボンズ擁するジャイアンツと対戦。ジャイアンツもワイルドカードから勝ちあがっており、史上初のワイルドカード獲得チーム同士の対戦となった。第1戦では敗れたものの、第2戦では弱冠20歳のフランシスコ・ロドリゲスが中継ぎとして登板し、3回を投げて初勝利をあげ、史上最年少のワールドシリーズ勝利投手として一躍注目を浴びた。続く第3戦は10対4で勝利。しかし、第4戦、第5戦と連敗し、ジャイアンツに王手をかけられる。地元に戻った第6戦では、7回まで0対5とリードされていたが、7回と8回に3点ずつ取って、6対5で逆転勝利を収めた。第7戦では、先発のジョン・ラッキーが6回まで投げ、ジャイアンツを1点に抑え込むと、ドネリー、ロドリゲス、トロイ・パーシバルと繋ぎ、最終的に4対1で勝利。球団創設42年目にして初のワールドシリーズ優勝を成し遂げた。
2003年のシーズンオフにヒスパニックで実業家のアルトゥーロ・モレノが球団オーナーに就任。約1億4600万ドルを費やし、大規模な戦力増強を行った。ブラディミール・ゲレーロ（5年契約、計7000万ドル）、バートロ・コローン（4年契約、計5100万ドル）、ケルビム・エスコバー（3年契約、計1875万ドル）といった一流選手を次々と獲得。
2004年は、2位アスレチックスを1ゲーム差でかわし、4度目の地区優勝。しかし、続くディビジョンシリーズでは、この年86年ぶりのワールドシリーズ制覇を果たしたレッドソックスに3連敗を喫した。
2005年には、球団名を「ロサンゼルス・エンゼルス・オブ・アナハイム」と改称。この年には、地区2連覇を果たし、ディビジョンシリーズでヤンキースを3勝2敗で下すが、リーグチャンピオンシップシリーズでは、88年ぶりのワールドシリーズ優勝を果たしたシカゴ・ホワイトソックスに破れ、リーグ優勝はならなかった。
2006年は2位に終わった。
2007年は2位シアトル・マリナーズをシーズン終盤で突き放し、8度目の地区優勝を果たした。しかし、ディビジョンシリーズではレッドソックスと対戦し、またしても3連敗を喫た。
2008年はエースのジョン・ラッキーやケルビム・エスコバーを開幕から欠き苦戦が予想されたが、前年不調だったアービン・サンタナと8勝を挙げたジョー・ソーンダースが開幕から最多勝争いに絡む大活躍。新加入のジョン・ガーランドや前年2桁勝利のジェレッド・ウィーバーも期待通りの活躍を見せ、5月には既に独走態勢に入っていた。ラッキーも復帰後は好投を見せ、結局ローテーション投手全員が10勝を成し遂げた。打線もFAで加入のトリー・ハンターや8月にトレードで加入したマーク・テシェイラがクリーンナップに座り、元来のスモールベースボールを軸とした安定した攻撃力を保った。チームは勢いそのままに9月上旬に早くも2年連続の地区優勝も打ち立てた。また、チームが圧倒的に勝ちを重ねる状況もあり、クローザーフランシスコ・ロドリゲスは開幕から驚異的なペースでセーブを稼ぎ、セーブのシーズン記録を更新した。しかし、ディビジョンシリーズではレッドソックス相手に1勝3敗とまたも苦杯、オフにはロドリゲスとテシェイラがFAで退団した。
2009年もラッキーやサンタナ、エスコバーをはじめとする先発投手陣に故障が相次ぎ困難なスタートとなった。将来有望な若手投手であるニック・エイデンハートに期待が集まったが、4月8日の登板後に交通事故で死去するという衝撃的な出来事が起きる。このニュースは全米でも大きく取り上げられ、翌日の試合は中止になった。その後、レイズのエースだったスコット・カズミアーをトレードで獲得することでローテーションを再建。主軸を担うようになったケンドリス・モラレスの活躍や復帰したサンタナの好投もあり3年連続の地区優勝を達成した。地区シリーズでは3年連続でレッドソックスとの対戦となったが、3連勝で2007年＆2008年の雪辱を果たした。リーグチャンピオンシップはヤンキースと争ったが、2勝4敗で敗退しワールドシリーズ進出はならなかった。オフにはヤンキースからFAとなった松井秀喜を獲得した。

### 2010年代
2010年は、不可もない成績で開幕のスタートを切った。ところが5月29日のマリナーズ戦で満塁サヨナラホームランを放った主砲のモラレスが喜びのあまりジャンプしてホームベースに着地した際、バランスを崩し転倒して左足下腿部を骨折した。結局、モラレスは残りのシーズンを棒に振ることになった。また、開幕当初は4番を務めた新戦力の松井も期待された成績を挙げられず、7月にダン・ヘイレンをトレードで獲得すると強力な投手陣の下で後半戦に追い上げを見せた。しかし得点力不足が響き、80勝82敗にとどまり地区3位でシーズンを終えた。
2011年は地区2位ながらも優勝したレンジャーズから10ゲーム差も離された。実質1年目のマーク・トランボが29本塁打でブレイクした。オフにはセントルイス・カージナルスからFAとなっていたアルバート・プホルスを10年2億5400万ドル、レンジャーズからFAとなっていたC.J.ウィルソンを5年7750万ドルで獲得した。シーズンでは7月8日にプロスペクトだったマイク・トラウトがメジャーデビューを果たした。
2012年はジェレッド・ウィーバーが自己最多の20勝で最多勝のタイトルを、史上初となる新人での30-30を達成したトラウトが新人王のタイトルを獲得するも、89勝73敗で地区3位に終わった。
2013年オフにはトラウトと2019年までの6年総額1億4450万ドルで契約を延長し、チームの中心に据えた。
2014年は、5年振りに地区優勝を決めた。また、実質1年目のマット・シューメーカーが16勝で大ブレイクした。
2015年は、5月5日のマリナーズ戦でメキシコ民族衣装のソンブレロ帽子をかぶった人数でギネス世界記録を達成した。オフには正遊撃手としてトレードでアンドレルトン・シモンズの獲得に成功する。
2016年は球団名を創設時の名称であった「ロサンゼルス・エンゼルス」に戻す。オフには正捕手としてトレードでマーティン・マルドナードを獲得した。
2017年シーズン途中にトレードでジャスティン・アップトンを獲得した。オフには日本プロ野球の北海道日本ハムファイターズからポスティングシステムでMLB挑戦を目指した大谷翔平を獲得した。レッズからFAとなっていたザック・コザートを獲得し、三塁手にコンバートした。正二塁手としてタイガースとのトレードでイアン・キンズラーを獲得した。
2018年4月13日の開幕15試合で12勝3敗という好成績を挙げ、1979年以来39年ぶりの球団タイ記録となる好スタートを切った。開幕からの敵地9試合で8勝1敗は球団史上初で、敵地8連勝は2014年9月以来4年ぶりとなった。4月14日にカンザスシティ・ロイヤルズに勝ち、開幕16試合での13勝3敗で球団新記録となった。しかし、チームは故障者続出もあり地区4位に低迷、ポストシーズン進出を逃し、80勝82敗でシーズンを終了した。9月30日に2000年から指揮を執っていたマイク・ソーシア監督が同年限りでの退任を発表。同一球団を率いる期間は現役監督最長の19年目だった。オフの10月22日にブラッド・オースマスが監督に就任した。
2019年はシーズン開幕前の3月20日にトラウトと2020年までの2年総額6650万ドルの契約に10年総額3億6000万ドルを上乗せする形で当時北米4大プロスポーツ史上最高額となる12年総額4億2650万ドルで契約延長し、平均年俸3554万ドルはMLB史上最高額となった。契約には全球団へのトレード拒否権が含まれている一方でオプトアウトは含まれておらず、事実上の「生涯契約」となった。シーズンでは7月1日にテキサス・レンジャーズ戦に向けた遠征の際に宿泊先のホテルでタイラー・スカッグスが意識不明の状態で発見され、その後死亡が確認された。7月12日に本拠地エンゼル・スタジアムでのマリナーズ戦でスカッグスの追悼試合が行われ、この試合でテイラー・コール（英語版）、フェリックス・ペーニャの2投手による継投でのノーヒットノーランを達成した。球団では史上11度目。また、オープナーでの初の達成となった。だが、チームは右膝を痛めたアップトンや左膝の手術を受けた大谷に続いてトラウトも右足の手術で離脱と、シーズン終盤に主力選手の故障者が続出。先発投手のチーム防御率が5.64とMLB30球団中29位と大きく苦しんだ。それまでも絶望的だったポストシーズン進出が完全に消滅。72勝90敗と大きく負け越し、地区4位でシーズンを終えた。9月30日に同年から監督に就任していたオースマスを解任したことを発表した。わずか1年での解任となり、2年の契約を残していたが、チームとして20年ぶりに90敗を喫するという屈辱となり、球団が解任を決断。なお、2000年から2018年まで指揮を執った前任のマイク・ソーシアは最大でも88敗（2016年）だった。オフの10月19日に球団は22代目の監督として、過去にエンゼルスで代理監督を2回務め、MLB最優秀監督賞を3度獲得した（2020年シーズン終了時）MLB屈指の知将、ジョー・マドンと3年契約を結んだと正式に発表した。

### 2020年代
2020年オフにシモンズが契約満了で退団。その一方でオリオールズとのトレードでホセ・イグレシアス、レッズとのトレードでライセル・イグレシアスを獲得した。
2021年はシーズン開幕前にカブスからFAとなっていたホセ・キンタナを、オリオールズとのトレードでアレックス・カッブを獲得した。一方で開幕前にタイ・バトリーが現役を引退した。オールスターゲームにはチームからトラウト、大谷、ジャレッド・ウォルシュが選出された。トラウトは怪我で辞退したものの、大谷とウォルシュは出場した。
最終的に77勝85敗の地区4位の成績に終わった。大谷が9勝46本塁打100打点の活躍で満票でのMVPを獲得した。
2022年は開幕直後から投打が噛み合い、5月9日にはリーグ最速タイで20勝に到達。翌10日のレイズ戦でリード・デトマーズが球団史上12回目(継投による達成を含む)、新人では史上24人目、MLB史上251人目のノーヒットノーランを達成するなど、5月16日時点で24勝13敗と好調だったが、5月26日のレンジャーズ戦から6月9日のレッドソックス戦にかけてチームワーストを更新する14連敗を喫して貯金を全て吐き出すと、責任を取る形でジョー・マドン監督が辞任し代行監督としてフィル・ネビンコーチが指揮を取る事に。8月2日、投打の主力だったノア・シンダーガードとブランドン・マーシュをフィラデルフィア・フィリーズに、守護神ライセル・イグレシアスをアトランタ・ブレーブスに交換トレードで放出した。8月10日には、大谷がアスレチックス戦にて二桁勝利・二桁本塁打を達成した。8月23日の試合前にアルトゥーロ・モレノオーナーが球団の売却先を検討していることを発表した
。
大谷は最終戦でMLB史上初となる規定投球回(162回)、規定打席(502打席)に同時到達し、投手としては防御率2.33(リーグ4位)、15勝(リーグ4位)、219奪三振(リーグ3位)、奪三振率11.87(リーグ1位)、打者としても160安打(リーグ14位)を放って自身最高を更新したほか、打率.273(リーグ25位)、34本塁打(リーグ4位)、95打点(リーグ7位)、OPS.875(リーグ5位)と好成績を残した。トラウトも規定打席には3打席不足だったものの、リーグ2位の40本塁打、リーグ3位相当のOPS.999をマーク。ルイス・レンヒフォとテイラー・ウォードの2人も初めて規定打席に到達し、飛躍を遂げた。一方で打線は7月3日のアストロズ戦で延長戦を除くとMLB史上最多の20被三振を喫し、シーズンでもリーグワーストの1539三振を喫するなど全体としては不調で、投手陣もチーム防御率こそ3.77(MLB11位)と前年の4.69から大きく良化させたものの、大谷に次ぐ勝ち頭がホセ・スアレスの8勝にとどまり、救援陣も5月以降に軒並み不調に陥り、その後はジミー・ハーゲットの台頭もあって持ち直したものの救援防御率はMLB18位の3.97と微妙な成績に終わり、チームは最終的に73勝89敗で地区3位と1971～77年にかけて以来となる7年連続負け越しの球団史上ワーストタイ記録。その年はそれまでポストシーズンから最も遠ざかっていた同じ西部地区のマリナーズが2位に躍進し21年ぶりのポストシーズンに進出したのに加え、2番目に遠ざかっていたマーシュとシンダーガードの移籍先であるフィリーズも前年同様2位に入り11年ぶりのポストシーズンに進出した為、チームはタイガースと共にポストシーズンから最も遠ざかっている球団となった。しかしオフにはオールスターに選出されたタイラー・アンダーソンと3年3900万ドル、シルバースラッガー賞を受賞したブランドン・ドルーリーと2年1700万ドル、カルロス・エステベスと2年1350万ドル、マット・ムーアと1年755万ドルなどの契約を結び、トレードでジオ・ウルシェラをツインズから、ハンター・レンフローをブルワーズから獲得した。
2023年1月23日にモレノオーナーが球団売却するための調査を終了し、所有権を継続すると発表。開幕から好調で6月18日時点には貯金8でワイルドカード枠では2位につけていた。23日にはメッツからトレードでエドゥアルド・エスコバーを獲得し、25日にもロッキーズからトレードでマイク・ムスタカスを獲得した。しかしその後は怪我人が続出し、前半戦の最後には貯金を全て吐き出した。それでもポストシーズンへの進出へと27日にホワイトソックスからルーカス・ジオリト、レイナルド・ロペスを獲得し、30日にはロッキーズからC.J.クロン、ランドル・グリチャックを獲得。しかしその後は負け越しが続き、8月末にはポストシーズン進出の可能性が絶望的になり、ぜいたく税回避のため、ハンター・レンフロー、ルーカス・ジオリト、レイナルド・ロペス、マット・ムーア、ランドル・グリチャックをウェーバー公示した。最終的には大谷翔平がMLB史上初となる投打でダブル規定到達し、44本塁打を放ち本塁打王のタイトルを獲得し、2度目の満票でのMVPを獲得するなど活躍を見せるがチームは73勝89敗で地区3位だった。オフに大谷翔平がFAでロサンゼルス・ドジャースに移籍。来季監督にはレンジャーズで監督を務め、リーグ優勝に導いたロン・ワシントンが就任すると発表。
2024年5月3日に続いて、主砲のトラウトが8月2日に2回目の左ひざ半月板修復手術をした為シーズン絶望。9月26日、ホワイトソックス戦に敗れ、カリフォルニア・エンゼルス時代の1968年と1980年に記録された球団ワースト記録を44年ぶりに更新するシーズン96敗目を記録。最終的に99敗を喫し、借金36の地区最下位。それまで共にポストシーズンを戦っていなかった中部地区のタイガースが10年ぶりにポストシーズンに進出した為、ポストシーズンから最も遠ざかっている球団となった。
2025年6月20日、ロン・ワシントン監督が健康上の理由から監督を休養したことを受け、レイ・モンゴメリーがエンゼルスの監督代行に就任した。

## 選手名鑑

### アメリカ野球殿堂表彰者
- バート・ブライレブン (Bert Blyleven)
- ロッド・カルー (Rod Carew)
- ブラディミール・ゲレーロ (Vladimir Guerrero)
- レジー・ジャクソン (Reggie Jackson)
- デーブ・パーカー (Dave Parker)
- フランク・ロビンソン (Frank Robinson)
- ノーラン・ライアン (Nolan Ryan)
- リー・スミス (Lee Smith)
- ドン・サットン (Don Sutton)
- ホイト・ウィルヘルム (Hoyt Wilhelm)
- デーブ・ウィンフィールド (Dave Winfield)

### 永久欠番
| 番号 | 選手                                     | ポジション     | 備考                 |
| ---- | ---------------------------------------- | -------------- | -------------------- |
| 11   | ジム・フレゴシ (Jim Fregosi)             | 遊撃手、監督   | 1998年指定           |
| 26   | ジーン・オートリー (Gene Autry)          | 球団創設者     | 1982年指定           |
| 29   | ロッド・カルー (Rod Carew)               | 一塁手、コーチ | 1991年指定           |
| 30   | ノーラン・ライアン (Nolan Ryan)          | 投手           | 1992年指定           |
| 42   | ジャッキー・ロビンソン (Jackie Robinson) | 二塁手         | 全球団共通の永久欠番 |
| 50   | ジミー・リース (Jimmie Reese)            | コーチ         | 1995年指定           |

意図的に使用されていない番号
- 1 - ベンジー・モリーナ
- 15 - ティム・サーモン
- 45 - タイラー・スカッグス

### 歴代所属日本人選手
- 21 長谷川滋利（1997 - 2001）
- 55 松井秀喜（2010）
- 21 高橋尚成（2011 - 2012）
- 17 大谷翔平（2018 - 2023）
- 47 田澤純一（2018）
- 16 菊池雄星（2025 -）

## エンゼルス野球殿堂
1988年に設立され、15人が殿堂入りを果たしている。

### 殿堂入り表彰者
- ボビー・グリッチ（1988年）
- ジム・フレゴシ（1989年）
- ドン・ベイラー（1990年）
- ロッド・カルー（1991年）
- ノーラン・ライアン（1992年）
- ジミー・リース（1995年）
- ブライアン・ダウニング（2009年）

- チャック・フィンリー（2009年）
- ジーン・オートリー（2011年）
- ボビー・ヌープ（2013年）
- ディーン・チャンス（2015年）
- ティム・サーモン（2015年）
- マイク・ウィット（2015年）
- ギャレット・アンダーソン（2016年）
- ブラディミール・ゲレーロ（2017年）[34]

## 傘下マイナーチーム
| クラス       | リーグ                    | チーム                                                                   | 提携   | 本拠地                                                          |
| ------------ | ------------------------- | ------------------------------------------------------------------------ | ------ | --------------------------------------------------------------- |
| AAA Triple-A | パシフィックコースト West | ソルトレイク・ビーズ Salt Lake Bees                                      | 2001年 | ユタ州ソルトレイクシティ スミスズ・ボールパーク                 |
| AA Double-A  | サザン South              | ロケットシティ・トラッシュパンダズ Rocket City Trash Pandas              | 2017年 | アラバマ州マディソン トヨタ・フィールド                         |
| A+ High-A    | ノースウェスト West       | トライシティ・ダストデビルズ Tri-City Dust Devils                        | 2021年 | ワシントン州パスコ ギーサ・スタジアム                           |
| A- Low-A     | カリフォルニア West       | インランドエンパイア・シックスティシクサーズ Inland Empire 66ers         | 2011年 | カリフォルニア州サンバーナーディーノ サンマニュエル・スタジアム |
| Rookie       | アリゾナ AZL              | アリゾナ・コンプレックスリーグ・エンゼルス Arizona Complex League Angels | 1989年 | アリゾナ州テンピ テンピ・ディアブロ・スタジアム                 |
| Rookie       | ドミニカ DSL              | ドミニカン・サマーリーグ・エンゼルス en:Dominican Summer League Angels   | 1989年 | ドミニカ共和国 エンゼルス・コンプレックス                       |

アリゾナ・フォールリーグはメサ・ソーラーソックスと提携している。